# Lorenz Diefenbach

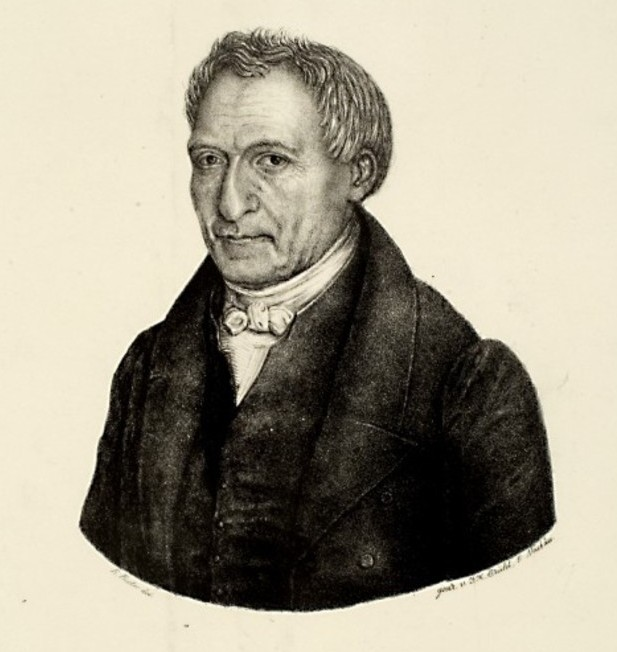
Lorenz Diefenbach. Ausschnitt aus einer Lithografie von Ernest Biéler

Georg Anton Lorenz Diefenbach (* 19. Juli 1806 in Ostheim in der Wetterau, Hessen; † 28. März 1883 in Darmstadt) war ein deutscher Bibliothekar, Pfarrer, Germanist, Lexikograf und  Schriftsteller.

## Leben
Lorenz Diefenbach, ein Sohn des Pfarrers Johann Georg Diefenbach (1757–1831), wurde während seines Studiums 1821 Mitglied der Gießener Burschenschaft Constantia.
Diefenbach war Mitglied der Berliner Akademie der Wissenschaften und mit Jacob Grimm befreundet. Bekannt geworden ist er durch den, später durch die Nationalsozialisten zynisch missbrauchten, Spruch Arbeit macht frei, der Titel einer 1873 in Bremen erschienenen Erzählung (1872 Vorabdruck in einer Wiener Zeitung). Die Erzählung handelt von einer adeligen Frau, Elodie von Bentem, die Arbeit als eine Möglichkeit erfährt, die Einschränkungen ihrer Individualität durch Standesvorurteile und Geschlecht zu überwinden und nach einer Reihe von oft klischeehaften Abenteuern in den ruhigen Hafen der Ehe einzufahren. Kolportagehafte Elemente in Nebenhandlungen mit Kontrastfiguren heben den Wert der Arbeit noch zusätzlich hervor.
Zudem schrieb Diefenbach Gedichte und zahlreiche sprachwissenschaftliche Werke, darunter Forschungen zu den deutschen Dialekten. Seine lexikografischen Arbeiten, insbesondere die beiden lateinisch-deutschen Glossarien (abgekürzt oft Dfg und Dfng) sind noch heute (2008) von Wert für die Forschung. Viele Angaben aus seinem Glossarium latino-germanicum wurden in das Glossarium ad scriptores mediae et infimae latinitatis übernommen.
Lorenz Diefenbach wurde 1848 zum Ehrenbürger der Stadt Offenbach am Main ernannt. 1848 war er Mitglied des Vorparlaments.

## Veröffentlichungen (Auswahl)
- Über die jetzigen romanischen Schriftsprachen. J. Ricker, Leipzig 1831 (online).
- Glossarium latino-germanicum mediae et infimae aetatis. Baer, Frankfurt am Main 1857 (online). Neudrucke: Wissenschaftliche Buchgesellschaft, Darmstadt 1968 und 1997.
- Novum glossarium latino-germanicum mediae et infimae aetatis. Beiträge zur wissenschaftlichen Kunde der neulateinischen und der germanischen Sprachen. Sauerländer, Frankfurt am Main 1867 (online). Neudrucke: Scientia, Aalen 1964 und 1997.
- Vergleichendes Wörterbuch der gothischen Sprache: Lexicon comparativum linguarum indogermanicarum (= Vergleichendes Wörterbuch der germanischen Sprachen: und ihrer sämtlichen Stammverwandten mit besonderer Berücksichtigung der romanischen, lithauisch-slavischen und keltischen Sprachen und mit Zuziehung der finnischen Familie. Bd. 1/2). 2 Bände. Baer, Frankfurt am Main 1851 (Bd. 1, Bd. 2).
- (mit Ernst Wülcker) Hoch- und nieder-deutsches Wörterbuch der mittleren und neueren Zeit. Schwabe, Basel 1885 (archive.org: , ). Nachdruck: Olms, Hildesheim 1965 (DRW Online).